# Viva Ruiz
Pour les articles homonymes, voir Viva et Ruiz.
Viva Ruiz est une actrice, réalisatrice, scénariste, productrice et monteuse américaine. 

## Filmographie

### Comme actrice
- 1999 : Gang Girls 2000 (court métrage) : Cortez
- 2001 : Margarita Happy Hour : l'amie du flashback
- 2003 : Rosa negra 1: Los labios mienten (court métrage) : Rosa Luz Santiago de Jesus
- 2004 : Rosa negra 2: Como corre el amor (court métrage) : Rosa Luz Santiago de Jesus
- 2004 : 100 Lovers of Jesus Reynolds (court métrage) : la sirène
- 2005 : Adam & Steve : Destiny Dazzle
- 2017 : The Misandrists : sur Dagmar

### Comme réalisatrice
- 2003 : Rosa negra 1: Los labios mienten (court métrage)
- 2004 : Rosa negra 2: Como corre el amor (court métrage)
- 2006 : Monja satanica (court métrage)
- 2011 : Immigrantula (court métrage)

### Comme scénariste
- 2003 : Rosa negra 1: Los labios mienten (court métrage)
- 2004 : Rosa negra 2: Como corre el amor (court métrage)
- 2006 : Monja satanica (court métrage)
- 2011 : Immigrantula (court métrage)

### Comme productrice
- 2003 : Rosa negra 1: Los labios mienten (court métrage)
- 2004 : Rosa negra 2: Como corre el amor (court métrage)
- 2006 : Monja satanica (court métrage)
- 2011 : Immigrantula (court métrage)

### Comme monteuse
- 2011 : Immigrantula (court métrage)